# USS Norfolk (DL-1)
USS Norfolk (DL-1) – amerykańska fregata z okresu powojennego, budowana początkowo jako okręt prototypowy nowego typu dwunastu małych krążowników zwalczania okrętów podwodnych, wyspecjalizowanych w działaniach ZOP przeciwko szybkim okrętom podwodnym, o wysokim też potencjale w obronie przeciwlotniczej lotniskowcowych grup uderzeniowych. Ostatecznie pozostała jedynym zbudowanym okrętem swojego typu. Początkowe oznaczenie CLK-1 odzwierciedlało krążowniczą klasyfikację jednostki, jednak gdy w trakcie jej budowy zrezygnowano z produkcji całej serii okrętów tego typu, Norfolk został przeklasyfikowany na fregatę z oznaczeniem DL-1. Po wejściu do służby w marynarce amerykańskiej 4 marca 1953 roku, służył przede wszystkim do celów testowych i badawczych w zakresie zwalczania okrętów podwodnych. Norfolk (DL-1) został wycofany ze służby w 1970 roku, a po trzech latach zezłomowany. Był drugim okrętem amerykańskiej marynarki noszącym nazwę USS Norfolk.

## Geneza
USS "Norfolk" (CLK-1) ujęty w budżecie FY1948, zaprojektowano pierwotnie jako pierwszy z dwunastu niewielkich rozmiarów krążowników nowego typu, wyspecjalizowanych w poszukiwaniu i zwalczaniu okrętów podwodnych (ang. hunter-killer cruiser). Koncepcja tego okrętu powstała w odpowiedzi na rozwój szybkich okrętów podwodnych zapoczątkowany niemieckim typem XXI. Okręt miał być zdolny do utrzymywania dużych prędkości w każdych warunkach pogodowych, zestaw jego uzbrojenia natomiast, pozwalać miał na zwalczanie okrętów podwodnych znajdujących się także przed okrętem. Drugoplanową rolą jednostek zakładanego typu Norfolk, miało być także uczestnictwo w systemie obrony przeciwlotniczej zespołów zadaniowych floty. Projekt Biura Okrętów, oznaczony numerem SCB-1, oparto na zmodyfikowanym projekcie kadłuba krążowników przeciwlotniczych typu Atlanta. Po odroczeniu budowy drugiego okrętu tego typu, USS "New Haven" (CLK-2), a następnie rezygnacji z budowy założonej wcześniej serii dwunastu jednostek tego typu w 1951 roku, "Norfolk" został przeklasyfikowany na fregatę. Nowa w United States Navy klasa fregat z desygnacją DL (Destroyer Leader – dosłownie niszczyciel lider), została ustanowiona w 1951 roku, dla jednostek zbliżonych do dużych niszczycieli, które zostały zaprojektowane do współpracy z szybkimi zespołami lotniskowców. Zgodnie z relacją admirała Arleigha Burke, wielu członków Kongresu "miało wrażenie, że niszczyciele lidery były w rzeczywistości lekkimi krążownikami". Odnosząc się do tego, adm. Burke - późniejszy Szef Operacji Morskich – postanowił, iż w związku z faktem że US Navy nie buduje fregat, ten termin znajdzie zastosowanie do nowych "ciężkich niszczycieli". W polskiej terminologii tego okresu okręty tego rodzaju określano też jako wielkie fregaty.

## Budowa i konstrukcja
Budowę jednostki powierzono stoczni New York Shipbuilding w Camden. Stępkę położono 1 września 1949 roku, wodowanie odbyło się 29 grudnia 1951 roku, zaś oficjalne przyjęcie do służby 4 marca 1953 roku. Okręt miał typowe dla krążowników podwójne dno przechodzące w drugi pokład. Przy swojej długości 160 metrów wypierał 5 600 ton wody, co sytuowało go rozmiarami poniżej wielkości krążowników z czasów drugiej wojny światowej, był jednak znacznie większy od niszczycieli. W celu zwiększenia zdolności przeżycia okrętu na polu walki, dwie maszynownie jednostki były od siebie oddalone o 20 stóp (6 metrów). Uzbrojony był 4 podwójne armaty kalibru 76 mm/70 oraz cztery wyrzutnie strzelających do przodu okrętu RUR-4 Weapon Alpha – przeciwpodwodnych pocisków rakietowych kalibru 133 mm, do których w 1960 roku dodano wyrzutnie ASROC, oraz osiem wyrzutni torpedowych kalibru 533 mm dla samonaprowadzających się torped kierowanych przed strzałem przez złożony sonar SQS-23. W 1962 roku, okręt otrzymał także radar AN/SPS-37.

## Służba operacyjna

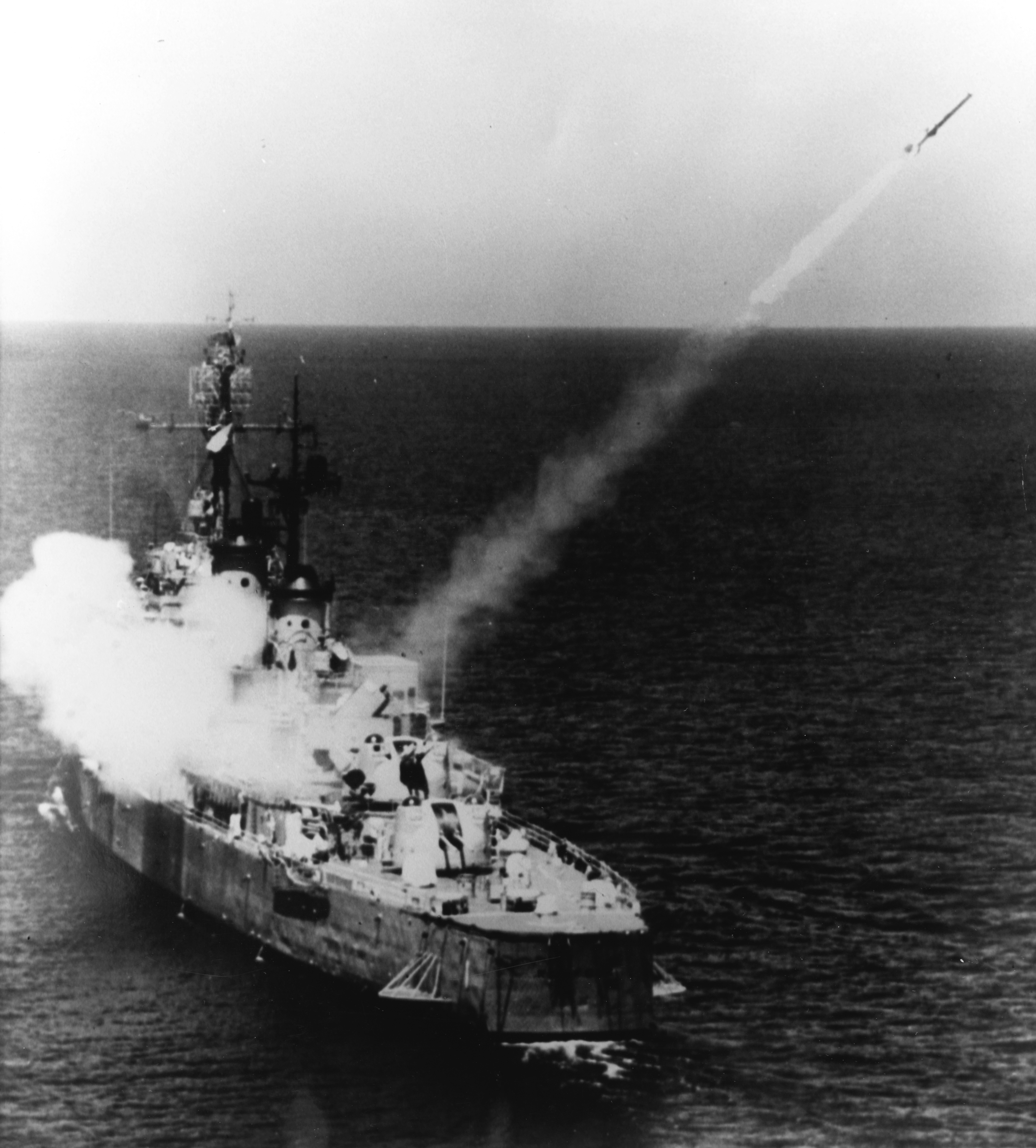
USS Norfolk (DL-1) testujący rakietotorpedę ASROC w 1962 roku w pobliżu Key West na Florydzie.

Po odbyciu prób na Morzu Karaibskim "Norfolk" został przydzielony do Floty Atlantyku, pełniąc funkcję okrętu flagowego flotylli niszczycieli, a w czerwcu 1957 roku całej Floty Atlantyckiej. W latach 1959 i 1960 jednostkę poddano dwóm modernizacjom uzbrojenia i wyposażenia, w czasie których wymieniono działa kal. 76 mm na nowocześniejsze, usunięto przestarzałe działka Oerlikon 20 mm oraz zainstalowano najnowszy system ZOP rakietotorped RUR-5 ASROC.
Po modernizacji USS "Norfolk" powrócił do służby we Flocie Atlantyku, odbywając ćwiczenia w poszukiwaniu i zwalczaniu okrętów podwodnych, często współdziałając z okrętami flot państw Ameryki Łacińskiej. 10 maja 1960 roku, wraz z niszczycielem USS "The Sullivans" (DD-537) typu Fletcher uczestniczył w utarczce z kubańskim okrętem patrolowym na międzynarodowych wodach Cieśniny Florydzkiej. W 1968 roku został na okres 6 miesięcy przesunięty do Sił Bliskiego Wschodu jako jednostka admiralska. Niezależnie od prowadzenia poszczególnych misji, w trakcie służby USS Norfolk (DL-1) podstawową rolą okrętu było uczestnictwo w pracach badawczo-rozwojowych i w testach systemów ZOP.
15 stycznia 1970 roku USS "Norfolk" (DL-1) został wycofany do rezerwy. Z listy floty skreślono go 1 listopada 1973 roku, a 22 sierpnia 1974 roku sprzedano na złom. Okręt, który w myśl pierwotnych założeń miał być prototypem nowego typu krążowników ZOP, skończył służbę w US Navy jako jedyny przedstawiciel swojego projektu. Zapoczątkowana jednak przez niego nowa w marynarce amerykańskiej klasa fregat (DL) była kontynuowana aż do 30 czerwca 1975 roku, kiedy zastąpiona została desygnacją fregat FF/FFG - mniejszych okrętów eskortowych, oznaczanych poprzednio jako DE/DEG. Równolegle z "Norfolkiem", do służby zaczęły wchodzić kontynuujące klasyfikację fregaty cztery jednostki typu Mitscher (DL-2 do 5).